# Liste der Biografien/Stau
Liste der Biografien |
Portal Biografien |
Personensuche
# |
A |
B |
C |
D |
E |
F |
G |
H |
I |
J |
K |
L |
M |
N |
O |
P |
Q |
R |
S |
T |
U |
V |
W |
X |
Y |
Z |
?
 
Sa |
Sb |
Sc |
Sd |
Se |
Sf |
Sg |
Sh |
Si |
Sj |
Sk |
Sl |
Sm |
Sn |
So |
Sp |
Sq |
Sr |
Ss |
St |
Su |
Sv |
Sw |
Sy |
Sz
 
Sta |
Ste |
Sth |
Sti |
Stj |
Stl |
Sto |
Str |
Sts |
Stt |
Stu |
Stv |
Stw |
Sty
 
Staa |
Stab |
Stac |
Stad |
Stae |
Staf |
Stag |
Stah |
Stai |
Staj |
Stak |
Stal |
Stam |
Stan |
Stap |
Star |
Stas |
Stat |
Stau |
Stav |
Staw |
Stax |
Stay |
Staz
Die Liste der Biografien führt alle Personen auf, die in der deutschsprachigen Wikipedia einen Artikel haben. Dieses ist eine Teilliste mit 366 Einträgen von Personen, deren Namen mit den Buchstaben „Stau“ beginnt.

## Stau

### Staub
- Staub Terlinden, Emil (1867–1929), Schweizer Industrieller und Kunstsammler
- Staub, Alexander (1870–1963), russlanddeutscher römisch-katholischer Geistlicher und Märtyrer
- Staub, Andreas (1806–1839), elsässischer Aquarellmaler und Lithograf
- Staub, Anne-Marie (1914–2012), französische Biochemikerin
- Staub, Arnold (1820–1882), Schweizer Wirtschaftspionier
- Staub, Athanasius (1864–1955), Schweizer Theologe
- Staub, Benedikt (1617–1672), Schweizer Zisterzienser und Abt des Klosters Wettingen
- Staub, Carsten (* 1981), deutscher Kommunalpolitiker
- Staub, Christian (1918–2004), Schweizer Fotograf
- Staub, Ernst-Volker (* 1954), deutscher Terrorist der Rote Armee Fraktion
- Staub, France (1920–2005), mauritischer Ornithologe, Herpetologe, Botaniker und Naturschützer
- Staub, Fredy (* 1952), Schweizer reformierter Geistlicher und Publizist
- Staub, Fridolin (1735–1815), Schweizer Unternehmer
- Staub, Friedrich (1826–1896), Schweizer Sprachwissenschafter und Begründer des Schweizerischen Idiotikons
- Staub, Gregor (* 1954), Schweizer Gedächtnistrainer
- Staub, Gudula (* 1968), deutsche Volleyball- und Beachvolleyballspielerin
- Staub, Hanna (* 2001), deutsche Skeletonpilotin
- Staub, Hans (1894–1990), Schweizer Fotograf
- Staub, Hans (1931–2022), Schweizer Romanist, Komparatist, Literaturwissenschaftler und Übersetzer, der in Deutschland wirkte
- Staub, Hans H. (1908–1980), Schweizer Atomphysiker
- Staub, Hans O. (1922–1998), Schweizer Journalist
- Staub, Heini (* 1957), Schweizer Eishockeyspieler
- Staub, Hermann (1856–1904), deutscher Rechtsanwalt und Rechtspublizist
- Staub, Herta (1908–1996), österreichische Schriftstellerin und Journalistin
- Staub, Ignatius (1872–1947), Abt von Einsiedeln
- Staub, Johann Heinrich (1781–1854), Schweizer Textilindustrieller in Württemberg
- Staub, Johann Jakob (1783–1852), Schweizer Schneidermeister in Paris
- Staub, Johann Jakob (1803–1888), Schweizer Unternehmer
- Staub, Josef (1931–2006), Schweizer Bildhauer, Plastiker und Maler
- Staub, Kurt Hans (1933–2021), deutscher Bibliothekar
- Staub, Leo (* 1957), Schweizer Rechtswissenschaftler
- Staub, Manuel (* 1995), Schweizer Unihockeyspieler
- Staub, Martial (* 1964), deutsch-französischer Historiker und Hochschullehrer
- Staub, Mats (* 1972), Schweizer Künstler
- Staub, Patrick (* 1967), Schweizer Skirennfahrer
- Staub, Paul, Schweizer Ruderer
- Staub, Peter (1827–1904), US-amerikanischer Politiker
- Staub, Peter W. (1910–2000), Schweizer Schauspieler
- Staub, Ralph (1899–1969), US-amerikanischer Filmproduzent
- Staub, Roger (1936–1974), Schweizer SkirennläuferRoger Staub (1936–1974)

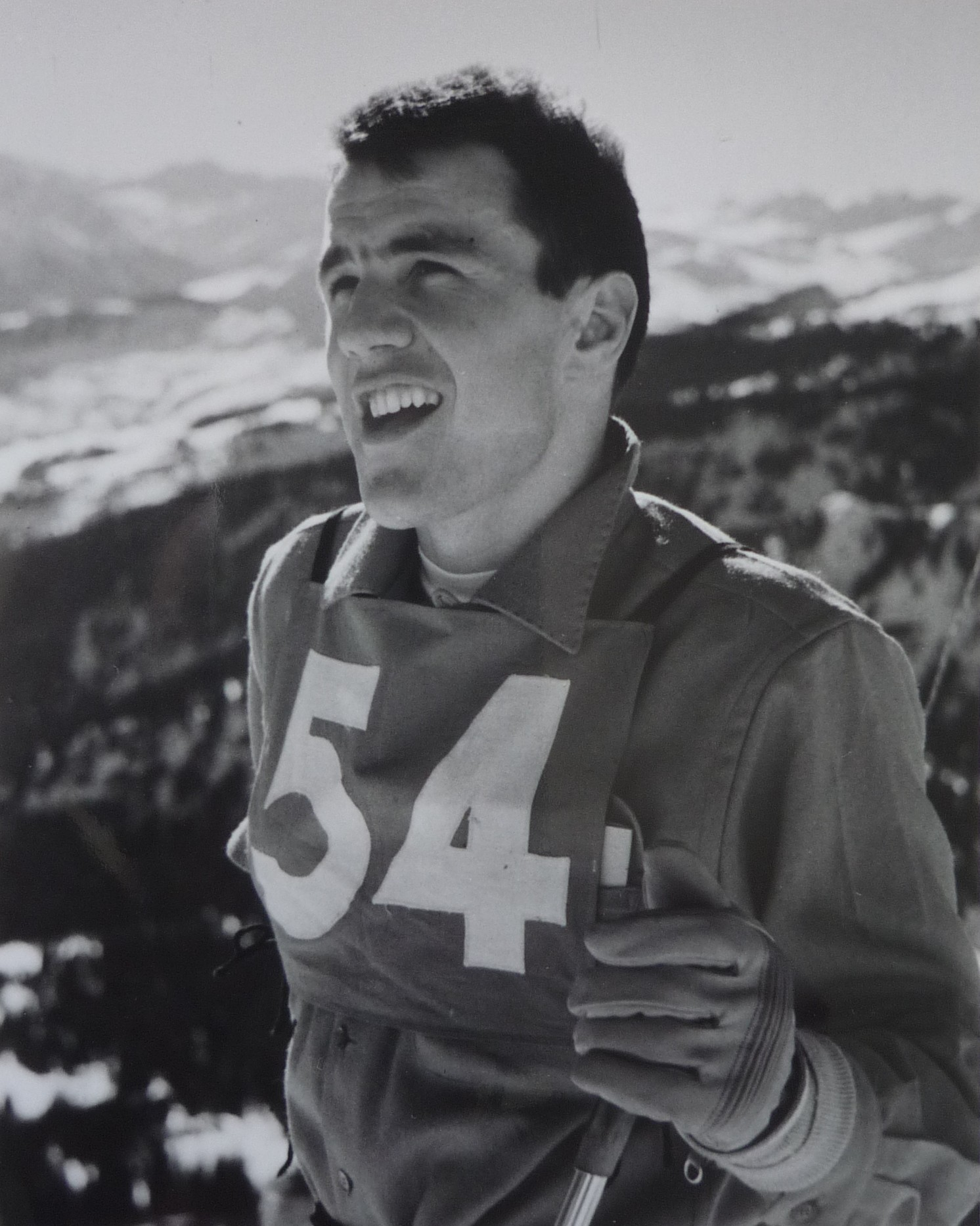
Roger Staub (1936–1974)

- Staub, Rudolf (1890–1961), Schweizer Geologe
- Staub, Theodor (1864–1960), Schweizer Blindenlehrer
- Staub, Ueli (1934–2012), Schweizer Journalist, Fotograf und Jazzmusiker
- Staub, Volker (* 1961), deutscher Komponist, Musiker und Klangkünstler
- Staub, Volkmar (* 1952), deutscher Kabarettist und Autor
- Staub-Bernasconi, Silvia (* 1936), Schweizer Sozialarbeiterin und Hochschullehrerin
- Staub-Bisang, Mirjam (* 1969), Schweizer Managerin und Rechtsanwältin
- Staub-Hadorn, Margrit (1941–2007), Schweizer Moderatorin
- Staubach, Nikolaus (* 1946), deutscher Mittelalterhistoriker
- Staubach, Roger (* 1942), US-amerikanischer American-Football-SpielerRoger Staubach (* 1942)
- Stauber, Angela (* 1977), deutsche Malerin

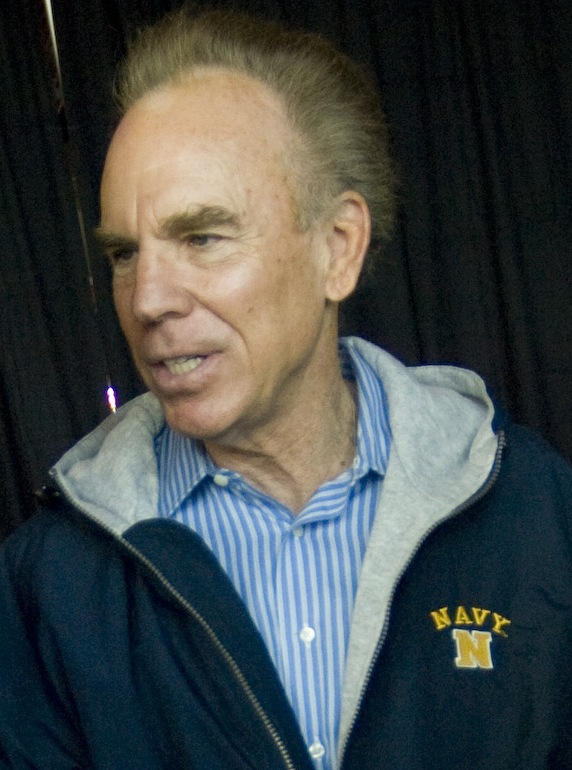
Roger Staubach (* 1942)

- Stauber, Birgit (* 1974), österreichische Schauspielerin
- Stauber, Carl (1815–1902), deutscher Genremaler, Illustrator; Karikaturist; Radierer und Lithograph
- Stauber, Edith (* 1968), österreichische Regisseurin und Zeichnerin
- Stauber, Franz (1928–2018), österreichischer Pädagoge
- Stauber, Georg (1875–1952), deutscher Maschinenbauingenieur
- Stauber, John (* 1953), US-amerikanischer Autor und politischer Aktivist
- Stauber, Josef (* 1950), deutscher Altphilologe und Epigraphiker
- Stauber, Jules (1920–2008), deutsch-schweizerischer Cartoonist, Illustrator und Graphiker
- Stauber, Karl Christoph (1814–1860), deutscher Jurist und Politiker
- Stauber, Katja (* 1962), Schweizer Journalistin und Moderatorin
- Stauber, Katrin (* 1976), deutsche Fußballspielerin
- Stauber, Lucas (1617–1669), deutscher Jurist und Ratsherr der Hansestadt Lübeck
- Stauber, Pete (* 1966), US-amerikanischer Politiker der Republikanischen Partei
- Stauber, Peter (* 1953), österreichischer Politiker (SPÖ), Abgeordneter zum Nationalrat
- Stauber, Philipp (1796–1876), deutscher Kaufmann und Bürgermeister von Freising
- Stauber, Philipp (* 1965), deutscher Jazz-Gitarrist
- Stauber, Reinhard (* 1960), deutscher Historiker
- Stauber, Roland (* 1963), deutscher Molekularbiologe und Onkologe
- Staubermann, Klaus Bernhard (* 1967), deutscher Wissenschafts- und Technikforscher, Museumsfachmann
- Staubert, Alexander Jegorowitsch (1780–1843), russischer Architekt des Klassizismus
- Staubert, Rüdiger (* 1939), deutscher Astrophysiker
- Staubesand, Max (1892–1984), deutscher Sonderschulpädagoge
- Staubitz, Brad (* 1984), kanadischer Eishockeyspieler und -trainer
- Staubitz, Dunja (* 1972), deutsche Fußballspielerin
- Staubitz, Sabrina (* 1968), deutsche Journalistin und Fernsehmoderatorin
- Staubitzer, Benedikt (* 1990), deutscher Skirennläufer
- Stäuble, Eduard (1924–2009), Schweizer Publizist und Autor
- Stäuble, Fridolin (1817–1881), Schweizer Jurist und Politiker
- Stäuble, Jürg (* 1948), Schweizer Künstler
- Stäuble, Michael (* 1958), Schweizer Sportjournalist, Sportreporter und Fernsehredaktor
- Stäuble, Urs (* 1951), Schweizer Dirigent und Hochschullehrer
- Stauble, Vernon (* 1950), Radrennfahrer aus Trinidad und Tobago
- Staubli, Esther (* 1979), Schweizer FussballschiedsrichterinEsther Staubli (* 1979)

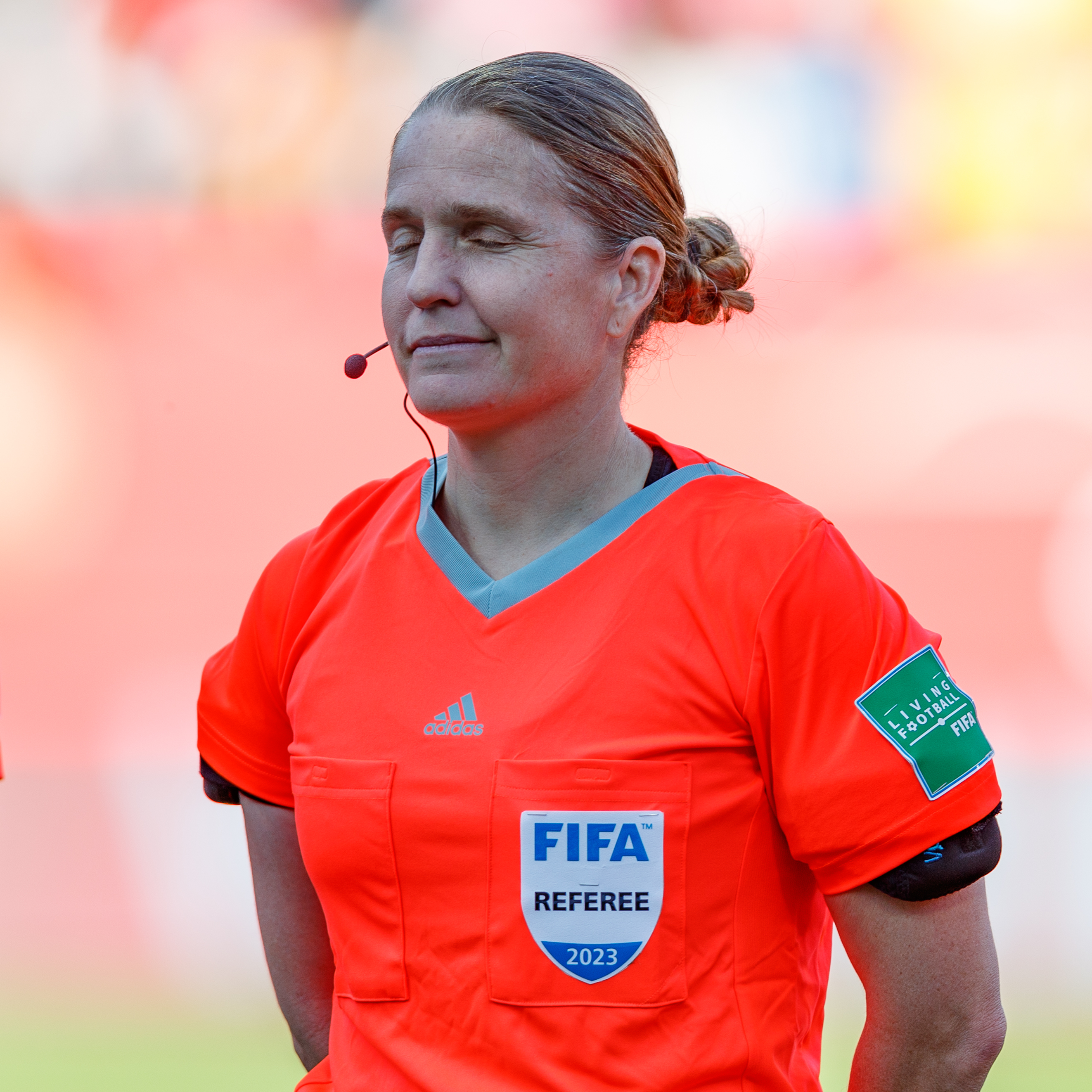
Esther Staubli (* 1979)

- Stäubli, Hermann (1867–1940), Schweizer Unternehmer
- Staubli, Remo (* 1988), Schweizer Fußballspieler
- Staubli, Thomas (* 1962), Schweizer katholischer Theologe, Alttestamentler und Buchautor
- Staubli, Tim (* 2000), Schweizer Fussballspieler
- Stäubli, Timon (* 1997), Schweizer Unihockeyspieler
- Staubmann, Helmut (* 1956), österreichischer Soziologe

### Stauc
- Staučė, Gintaras (* 1969), litauischer Fußballtorhüter
- Stauch, August (1878–1947), deutscher Entdecker der Diamantenvorkommen bei Lüderitz, NamibiaAugust Stauch (1878–1947)

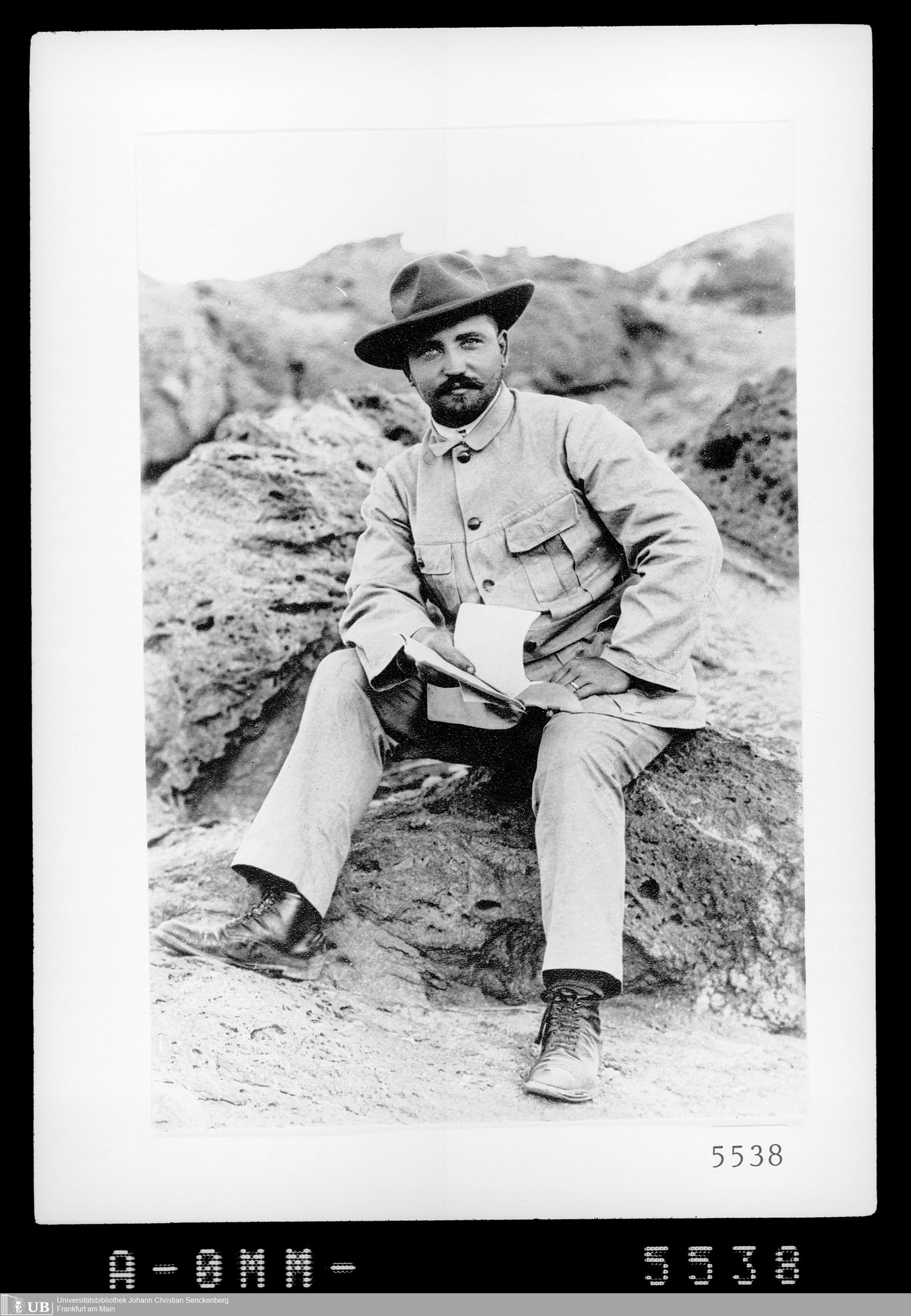
August Stauch (1878–1947)

- Stauch, Dominik (* 1962), britisch-schweizerischer Maler, Grafiker und Videokünstler
- Stauch, Eva, deutsche Mittelalterarchäologin
- Stauch, Gerhard (1924–2017), deutscher Offizier im besonderen Einsatz des Ministeriums für Staatssicherheit der DDR, Chefinspekteur und Leiter der Zollverwaltung der DDR
- Stauch, Hans Peter (* 1952), deutscher Politiker (AfD), MdL
- Stauch, Harald (* 1953), deutscher Politiker (CDU), MdL, Datenschutzbeauftragter des Freistaates Thüringen
- Stauch, Hellmut (1910–1970), deutsch-südafrikanischer Architekt und Segler
- Stauch, Herbert (1917–1953), deutscher Müllermeister und Opfer der DDR-Diktatur
- Stauch, Karimah Katja (* 1969), deutsche Volkswirtin und Islamwissenschaftlerin
- Stauch, Matthias (* 1951), deutscher Jurist, Hochschullehrer und ehemaliger Staatsrat in Bremen
- Stauch, Peter (* 1975), deutscher Regisseur und Drehbuchautor
- Stauch, Richard (1901–1968), deutscher Komponist, sein Schwerpunkt lag auf Filmmusik
- Stauch, Robert (1898–1981), deutscher Politiker (CDU), MdB
- Stauch, Thomen (* 1970), deutscher Schlagzeuger
- Stauch, Wolfgang (* 1968), deutscher Schriftsteller
- Stauche, Carola (* 1952), deutsche Politikerin (CDU), MdL, MdB

### Staud
- Staud, Franz (1905–1959), österreichischer Bildhauer
- Staud, Johann (1882–1939), österreichischer Gewerkschafter und Politiker
- Staud, Johannes Maria (* 1974), österreichischer Komponist
- Staud, Josef (1903–1980), österreichischer Bildhauer
- Staud, Toralf (* 1972), deutscher Journalist und BuchautorToralf Staud (* 1972)

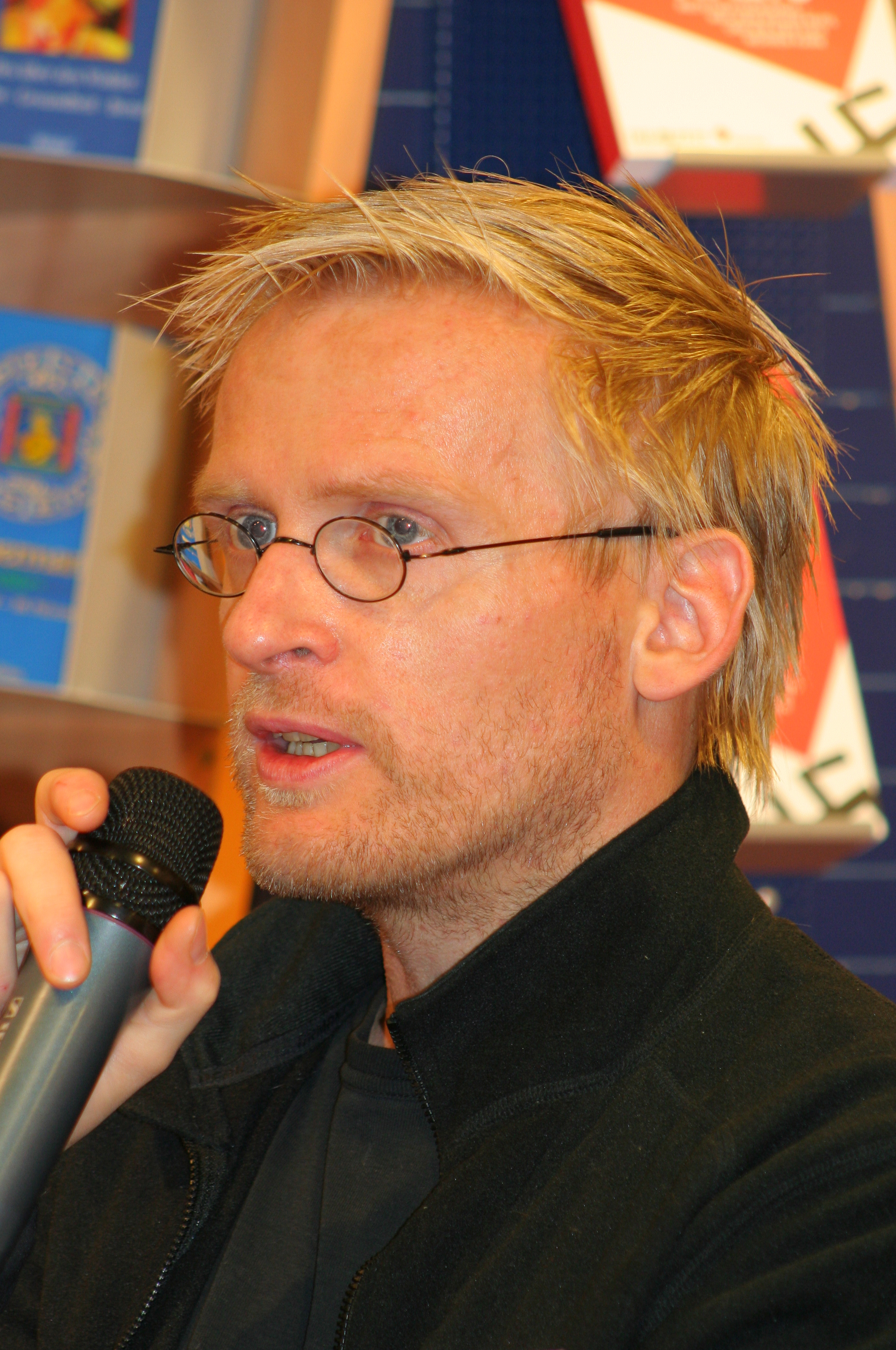
Toralf Staud (* 1972)

- Stauda, August (1861–1928), Wiener Stadtfotograf und Dokumentarist
- Staudach, Afra von (1526–1591), Äbtissin von Stift St. Georgen am Längsee
- Staudacher, Anton (1912–1997), deutscher Zimmermeister und Politiker (CSU), Bürgermeister und MdL Bayern
- Staudacher, Arnold (* 1967), österreichischer Militär
- Staudacher, Christoph (* 1980), österreichischer Politiker (FPK), Landtagsabgeordneter
- Staudacher, Cornelia (* 1943), deutsche Schriftstellerin und Journalistin
- Staudacher, Emil (1898–1977), Schweizer Bauingenieur und Spezialist für Holzbau
- Staudacher, Erich (* 1954), deutscher Offizier (Generalmajor)
- Staudacher, Georg (1965–2007), österreichischer Theaterregisseur, Drehbuchautor und Schauspieler
- Staudacher, Hans (1923–2021), österreichischer Maler
- Staudacher, Horst (* 1939), deutscher Radrennfahrer
- Staudacher, Matthias (* 1963), deutscher theoretischer Physiker
- Staudacher, Nikolaus (1660–1736), deutscher Jesuit, Beichtvater und Berater des Pfälzer Kurfürsten Karl Philipp
- Staudacher, Patrick (* 1980), italienischer Skirennläufer
- Staudacher, Vitus (1850–1925), deutscher Violinist und Landschaftsmaler
- Staudacher, Walter (1900–1968), deutscher Diplomat
- Staudacher, Wilhelm (* 1945), deutscher Jurist, ehemaliger Generalsekretär der Konrad-Adenauer-Stiftung
- Staude, Christoph (1580–1639), Bürgermeister von Görlitz, Dichter und Sänger
- Staude, Christoph (* 1965), deutscher Komponist
- Staude, Erich (* 1938), deutscher Fußballspieler
- Staude, Gustav (1843–1909), deutscher Kommunalpolitiker, Mitglied des Preußischen Herrenhauses und Oberbürgermeister von Halle (Saale)
- Staude, Hans Joachim (1904–1973), deutscher Maler
- Staude, Herbert (1901–1983), deutscher Chemiker
- Staude, Horst (* 1939), deutscher Fußballtorhüter
- Staude, Isabelle (* 1982), deutsche Physikerin
- Staude, Jakob (* 1944), deutscher Astronom, Chefredakteur und Herausgeber
- Staude, Johann Hieronymus (1615–1663), deutscher Orientalist und Hochschullehrer
- Staude, Johanna (1883–1967), österreichische Sprachlehrerin und Teil der Künstlerfamilie Widlicka (auch Widlizka oder Widliczka)
- Staude, Jonas (1527–1593), deutscher Theologe
- Staude, Keanu (* 1997), deutscher Fußballspieler
- Staude, Nina Michailowna (1888–1980), russische bzw. sowjetische Astronomin
- Staude, Otto (1857–1928), deutscher Mathematiker
- Staude, Wilhelm (1904–1977), österreichisch-französischer Kunsthistoriker und Ethnologe
- Staudenheim von Mühlhof, Ferdinand (1809–1883), österreichischer Gutsbesitzer und Politiker
- Staudenheim, Jacob von (1764–1830), deutsch-österreichischer Arzt
- Staudenmaier, Franz Anton (1800–1856), deutscher katholischer Theologe und Hochschullehrer
- Staudenmaier, Ludwig (1865–1933), deutscher Priester, Naturwissenschaftler und Esoteriker
- Staudenmaier, Wolfgang (* 1948), deutscher Koch
- Staudenmayer, Cédric, deutscher Koch
- Staudenmayer, Jens (* 1967), deutscher Basketball-Schiedsrichter und Funktionär
- Staudenmayer, Jutta (* 1957), deutsche Textdichterin
- Stauder, Alfons (1878–1937), deutscher Internist und Ärzteschaftsfunktionär in Bayern
- Stauder, Benjamin (* 1987), deutscher Radrennfahrer
- Stauder, Claus (1938–2024), deutscher Unternehmer und Sportfunktionär
- Stauder, Franz (* 1977), deutscher Tennisspieler
- Stauder, Harald (* 1967), italienischer Politiker (Südtirol)
- Stauder, Hermann (1877–1937), österreichischer Eisenbahnbeamter und Laien-Schmetterlingskundler
- Stauder, Hermann (1887–1949), Schweizer Fotograf
- Stauder, Jacob Carl († 1756), schweizerisch-deutscher Barockmaler
- Stauder, Josef (1897–1981), deutscher Autor, Schauspieler, Theater- und Filmregisseur und Intendant
- Stauder, Theodor (1821–1882), deutscher Bierbrauer und Gründer der Privatbrauerei Jacob Stauder
- Stauder, Viktor (* 1963), deutscher Autor und Regisseur
- Stauder, Wilfried (* 1963), österreichischer Politiker (ÖVP), Landtagsabgeordneter in Tirol
- Staudhamer, Sebastian (1857–1945), deutscher römisch-katholischer Geistlicher, Kirchenmaler und Kunsthistoriker
- Staudigl, Franz (1885–1944), österreichischer Maler
- Staudigl, Franz-Xaver (1925–2009), deutscher Kommunalpolitiker und Heimatschriftsteller
- Staudigl, Gisela (1860–1929), österreichische Opernsängerin (Mezzosopran)
- Staudigl, Josef (1807–1861), österreichischer Bass
- Staudigl, Josef (1850–1916), österreichischer Opernsänger (Tenor)
- Staudigl, Ulrich (1644–1720), deutscher Arzt, Prior des Klosters Andechs auf dem Heiligen Berge und Mitglied der Gelehrtenakademie Leopoldina
- Staudinger, Adam (1696–1762), deutscher Jesuit, Philosoph und Kirchenrechtler
- Staudinger, Alexander (1855–1923), deutscher Ökonom, Mitglied des Kurhessischen Kommunallandtages Kassel
- Staudinger, Alma (1921–2017), österreichische Wasserspringerin
- Staudinger, Andreas (* 1986), österreichischer Fußballschiedsrichter
- Staudinger, Ansgar (* 1968), deutscher Rechtswissenschaftler und Hochschullehrer
- Staudinger, Anton (1940–2025), österreichischer Historiker und Hochschullehrer
- Staudinger, Auguste (1852–1944), deutsche Frauenrechtlerin
- Staudinger, Barbara (* 1973), österreichische Judaistin und Direktorin des Jüdischen Museums AugsburgBarbara Staudinger (* 1973)

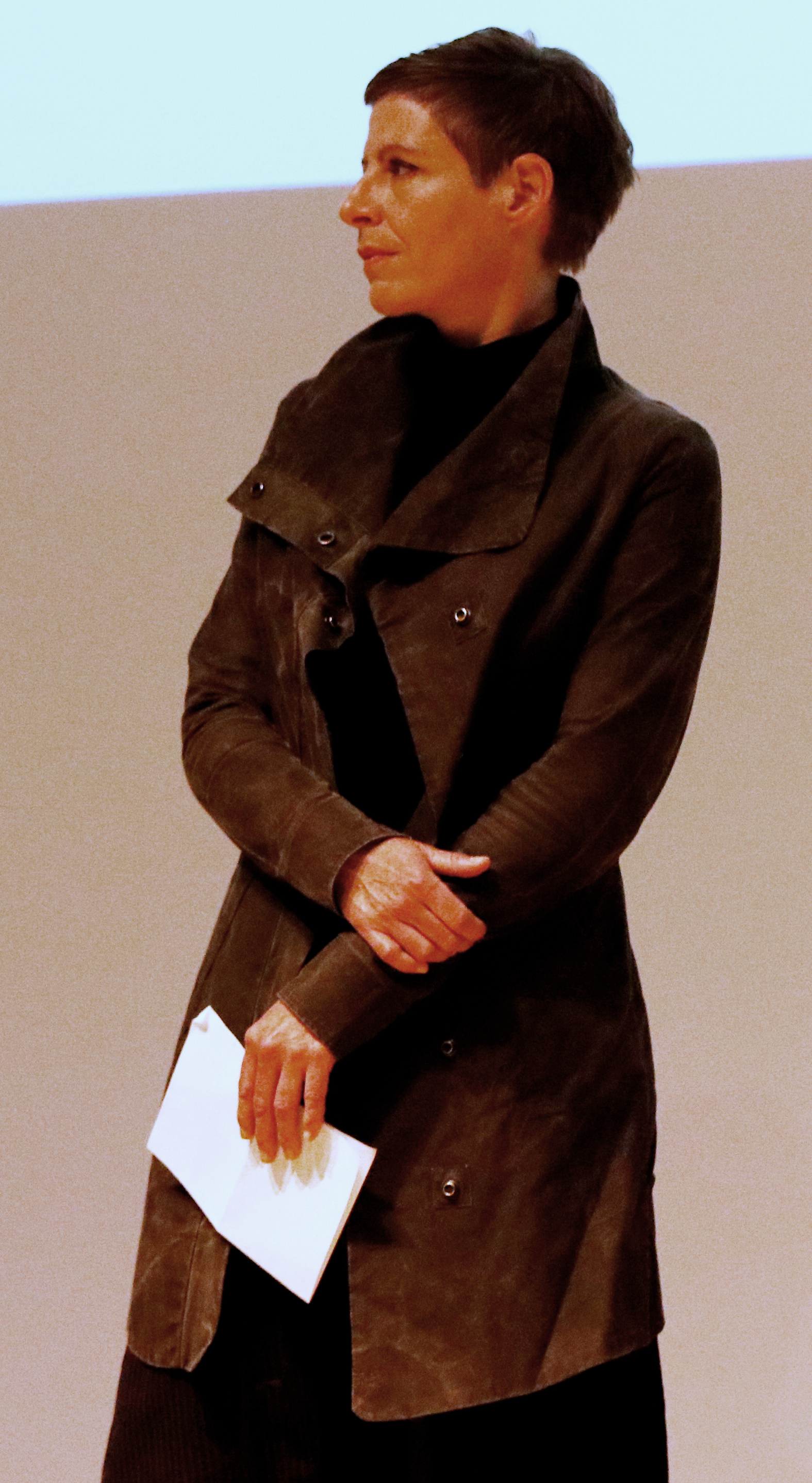
Barbara Staudinger (* 1973)

- Staudinger, Bernhard (* 1993), österreichischer Fußballspieler
- Staudinger, Bettina, deutsche Filmeditorin
- Staudinger, Carl (1810–1875), Landwirt und Landtagsabgeordneter
- Staudinger, Christian (* 1970), österreichischer Fernsehreporter und -korrespondent beim ORF
- Staudinger, Christina (* 1987), österreichische Freestyle-Skierin und Skirennläuferin
- Staudinger, Dirk (* 1973), deutscher Markenberater, Kunsthändler, Hockeyspieler
- Staudinger, Dora (1886–1964), religiöse Sozialistin und Kommunistin, Aktivistin der Friedens-, Frauen- und Genossenschaftsbewegung
- Staudinger, Ernst Georg Emil (1784–1860), Landtagsabgeordneter Großherzogtum Hessen
- Staudinger, Ferdinand (1933–2018), österreichischer Bibelwissenschafter und römisch-katholischer Geistlicher
- Staudinger, Franz (1849–1921), deutscher Gymnasiallehrer, Philosoph und Konsumgenossenschafter
- Staudinger, Fritz (1896–1964), deutscher Politiker der CSU
- Staudinger, Hannes (1907–1974), österreichischer Kameramann
- Staudinger, Hans (1889–1980), deutsch-amerikanischer Politiker (SPD), MdR und Wirtschaftswissenschaftler
- Staudinger, Hansjürgen (1914–1990), deutscher Biochemiker und Hochschullehrer
- Staudinger, Heinrich (* 1953), österreichischer Unternehmer
- Staudinger, Hermann (1881–1965), deutscher ChemikerHermann Staudinger (1881–1965)

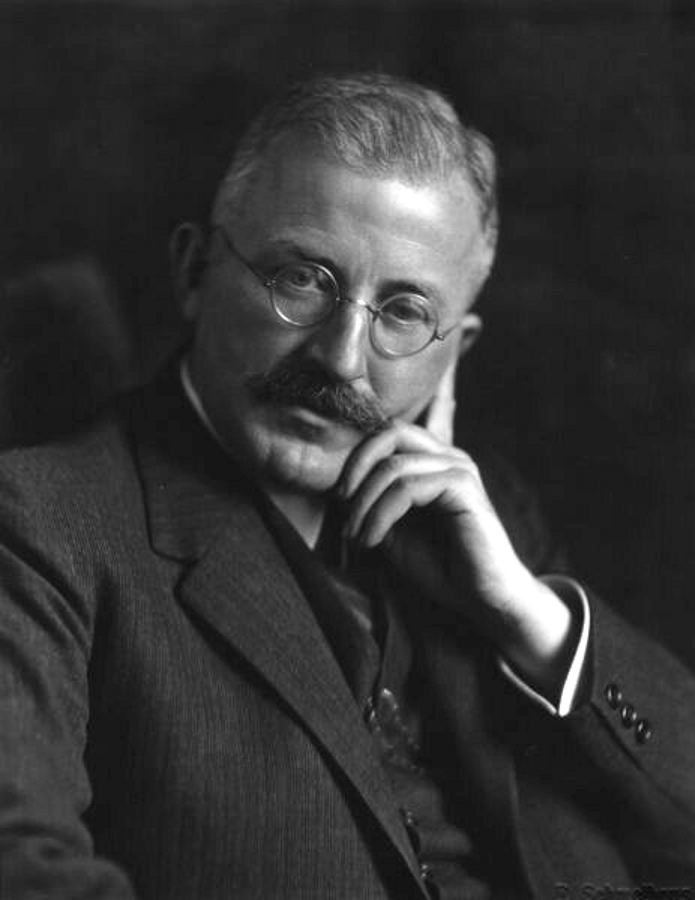
Hermann Staudinger (1881–1965)

- Staudinger, Hugo (1921–2004), deutscher Historiker
- Staudinger, Johann (1889–1963), österreichischer Politiker (ÖVP), Landtagsabgeordneter
- Staudinger, Josef (1906–1998), österreichischer Wasserspringer
- Staudinger, Josef (1949–2015), österreichischer Gewerkschaftsfunktionär und Politiker
- Staudinger, Julius Carl Wilhelm (1819–1905), deutscher Kammerherr und Abgeordneter
- Staudinger, Julius von (1836–1902), deutscher Jurist
- Staudinger, Karl (1874–1962), deutscher Maler, Grafiker, Designer und Kunstpädagoge
- Staudinger, Karl (1905–1983), deutscher Illustrator
- Staudinger, Käte (* 1908), deutsche Politikerin (CDU, Hamburg-Block), MdHB
- Staudinger, Lucas Andreas (1770–1842), deutscher Landwirtschaftslehrer
- Staudinger, Magda (1902–1997), lettische Biologin und Botanikerin
- Staudinger, Martin (* 1979), österreichischer Politiker
- Staudinger, Nicole (* 1982), deutsche SchriftstellerinNicole Staudinger (* 1982)

Nicole Staudinger (* 1982)

- Staudinger, Otto (1830–1900), deutscher Schmetterlingskundler
- Staudinger, Otto (1867–1952), deutscher Lehrer und Geschichtsforscher
- Staudinger, Paul (1859–1933), deutscher Afrikareisender
- Staudinger, Rudolf (1923–1995), österreichischer Unternehmer und Politiker (ÖVP), Abgeordneter zum Nationalrat
- Staudinger, Stefan (* 1950), deutscher Schauspieler, Synchron- und WerbesprecherStefan Staudinger (* 1950)

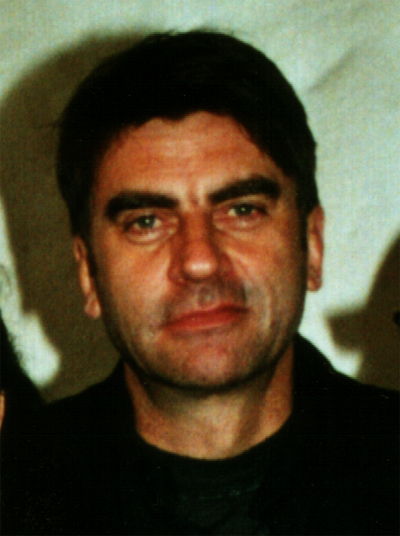
Stefan Staudinger (* 1950)

- Staudinger, Stella (* 1972), österreichische Basketballspielerin
- Staudinger, Ursula (* 1959), deutsche Psychologin und Alternsforscherin
- Staudinger, Walter, österreichischer Fußballspieler
- Staudinger, Walter (1898–1964), deutscher SS-Gruppenführer und Generalleutnant der Waffen-SS
- Staudinger, Walter (* 1942), deutscher Bordell-, Peepshow- und Spielhallenbetreiber
- Staudinger, Wilhelm (* 1902), deutscher Parteifunktionär (NSDAP)
- Staudinger, Wolfgang (* 1963), deutscher Rennrodler und Rennrodeltrainer
- Stäudlin, Gotthold (1758–1796), deutscher Dichter der schwäbischen Vorklassik, Publizist und Kanzleiadvokat
- Stäudlin, Karl Friedrich (1761–1826), deutscher evangelisch-lutherischer Theologe
- Staudner, Josef (* 1964), deutscher Fußballspieler
- Staudt, Carl (1890–1968), deutscher Architekt
- Staudt, Cassis B, deutsche Filmkomponistin
- Staudt, Eduard (1895–1976), deutscher Politiker (SPD), Mitglied der Verfassunggebenden Landesversammlung in Bayern und Bürgermeister
- Staudt, Erich (1941–2002), deutscher Wirtschaftswissenschaftler und Hochschullehrer
- Staudt, Erwin (* 1948), deutscher Manager und war hauptamtlicher Präsident des VfB Stuttgart (2003–2011)Erwin Staudt (* 1948)

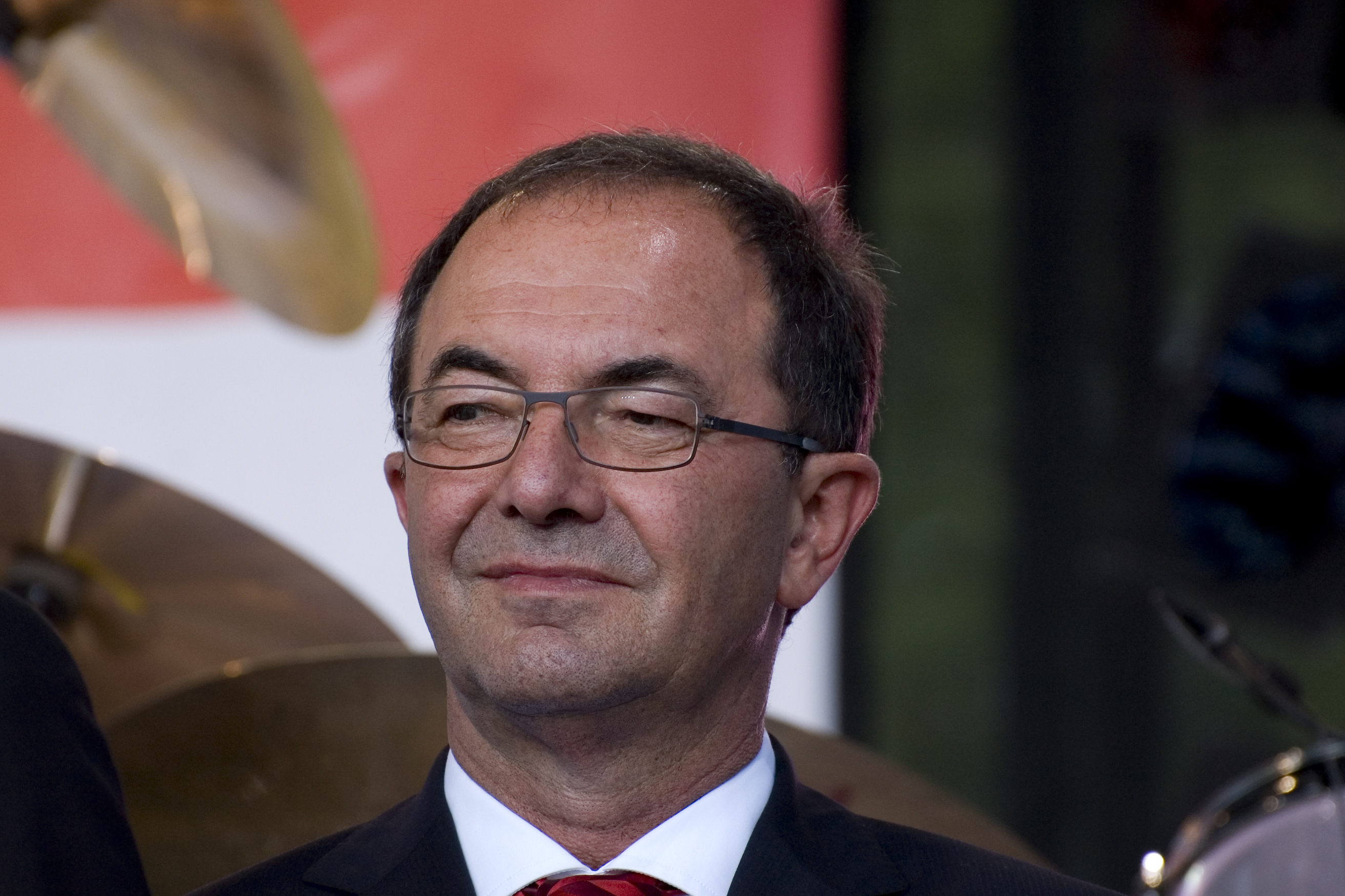
Erwin Staudt (* 1948)

- Staudt, Franz (* 1946), deutscher Kinderarzt
- Staudt, Günter (1926–2008), deutscher Botaniker
- Staudt, Herwarth (1924–1994), deutscher Fotograf der Nachkriegszeit
- Staudt, Karl (1884–1930), deutscher Landschafts- und Porträtmaler
- Staudt, Karl von (1798–1867), deutscher Mathematiker
- Staudt, Klaus (* 1932), deutscher Maler
- Staudt, Linda (* 1958), kanadische Marathonläuferin
- Staudt, Maria (1920–2015), deutsche Leichtathletin
- Staudt, Reinhold (1928–1978), deutscher Politiker (SPD), MdB
- Staudt, Richard (1888–1955), deutsch-argentinischer Unternehmer
- Staudt, Sebastian (* 1988), deutscher Eishockeyspieler
- Staudt, Thomas (* 1974), deutscher Politiker (CDU), MdL
- Staudt, Viktor (1969–2019), niederländischer Jurist und Autor
- Staudt, Wilhelm von (1825–1917), bayerischer General der Infanterie
- Staudte, Fritz (1883–1958), deutscher Schauspieler, Theaterregisseur und Drehbuchautor
- Staudte, Hans-Hilmar (1911–1979), deutscher Schachmeister und -komponist
- Staudte, Miriam (* 1975), deutsche Politikerin (Bündnis 90/Die Grünen), MdL
- Staudte, Wolfgang (1906–1984), deutscher FilmregisseurWolfgang Staudte (1906–1984)

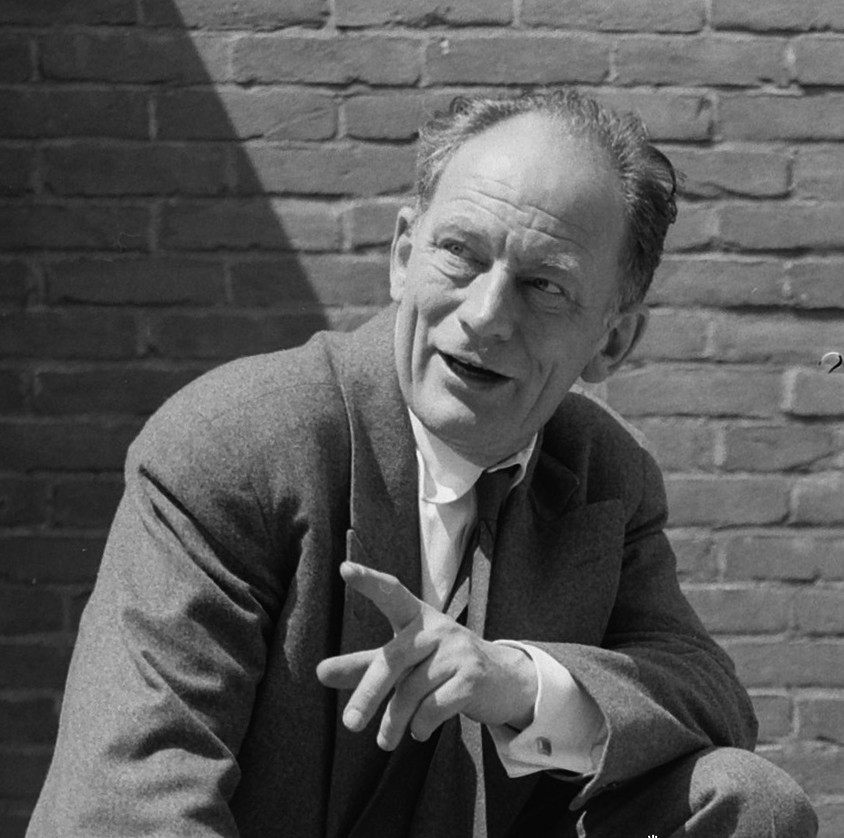
Wolfgang Staudte (1906–1984)

- Staudy, Ludwig von (1834–1912), deutscher Polizeipräsident, Rittergutsbesitzer und Politiker, MdR

### Stauf
- Stauf von der March, Ottokar (1868–1941), österreichischer Schriftsteller, Kritiker, Journalist und Publizist
- Stauf, Gerhard (1924–1996), deutscher Grafiker, Illustrator und Kupferstecher
- Stauf, Renate (* 1949), deutsche Literaturwissenschaftlerin und Hochschullehrerin
- Staufe-Simiginowicz, Ludwig Adolf (1832–1897), österreichischer Lehrer und Schriftsteller
- Staufen, Hans Sixt von, oberrheinischer Holz- und Steinbildhauer
- Staufen, Werner von, Bischof von Konstanz
- Staufenau, Constantin (1809–1886), deutscher Theaterschauspieler und -regisseur
- Staufenau, Therese (1816–1864), jüngste Tochter des Mathematikers, Astronomen und Physikers Carl Friedrich Gauß
- Staufenbiel, Fred (1928–2014), deutscher Soziologe
- Staufenbiel, Joerg E. (1943–2021), deutscher Sachbuchautor und Verleger sowie Personalberater
- Staufer, Astrid (* 1963), Schweizer Architektin
- Staufer, Beat (* 1976), Schweizer Tischtennisspieler
- Stauff, Andreas (* 1987), deutscher Radrennfahrer
- Stauff, Ferdinand (* 1907), deutscher Druckereibesitzer
- Stauff, Hieronymus von († 1516), herzoglich bairischer Hofmeister
- Stauff, Philipp (1876–1923), deutscher Journalist, Publizist und völkischer Schriftsteller
- Stauff, Werner (* 1960), deutscher Radrennfahrer
- Stauffacher Solomon, Barbara (1928–2024), US-amerikanische Landschaftsarchitektin und Grafikdesignerin
- Stauffacher, Dietrich (1907–1979), Politiker des Schweizer Kantons Glarus
- Stauffacher, Richard (* 1982), Schweizer Surfer
- Stauffacher, Werner, Abgesandter des Urkantons Schwyz
- Stauffacher, Werner (1921–2010), schweizerischer germanistischer Literaturwissenschaftler
- Stauffacher, Werner (1945–2012), Schweizer Rechtsanwalt
- Stauffenberg, Alexander Schenk Graf von (1905–1964), deutscher Althistoriker
- Stauffenberg, Alfred Schenk von (1860–1936), württembergischer Oberhofmarschall
- Stauffenberg, Berthold Maria Schenk Graf von (* 1934), deutscher OffizierBerthold Maria Schenk Graf von Stauffenberg (* 1934)

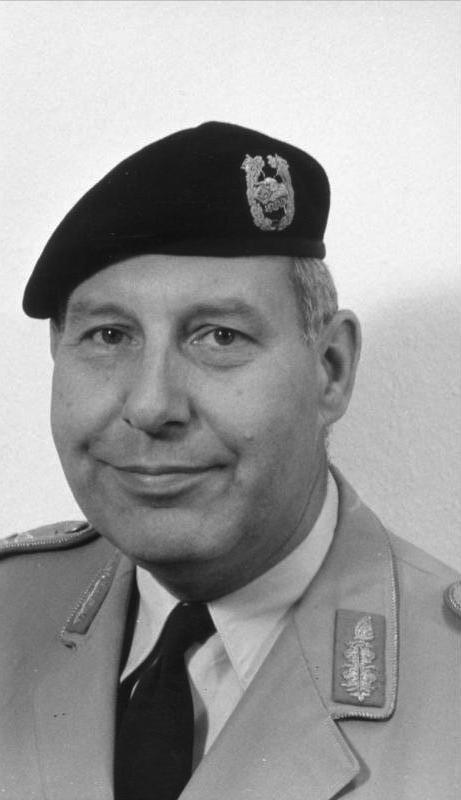
Berthold Maria Schenk Graf von Stauffenberg (* 1934)

- Stauffenberg, Berthold Schenk Graf von (1905–1944), deutscher Jurist und Widerstandskämpfer
- Stauffenberg, Claus Schenk von (1907–1944), deutscher Offizier und HitlerattentäterClaus Schenk Graf von Stauffenberg (1907–1944)

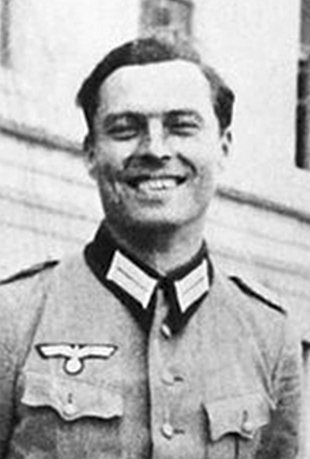
Claus Schenk Graf von Stauffenberg (1907–1944)

- Stauffenberg, Franz Ludwig Philipp Schenk von (1801–1881), deutscher Politiker
- Stauffenberg, Franz Ludwig Schenk Graf von (* 1938), deutscher Rechtsanwalt und Politiker (CSU), MdB, MdEP
- Stauffenberg, Isabelle von (* 1996), deutsche Theater- und Filmschauspielerin
- Stauffenberg, Johann Franz Schenk von (1658–1740), Fürstbischof von Konstanz und Augsburg
- Stauffenberg, Marquard Sebastian Schenk von (1644–1693), Fürstbischof von Bamberg
- Stauffenberg, Melitta Schenk Gräfin von (1903–1945), deutsche Flugpionierin im Zweiten Weltkrieg
- Stauffenberg, Nina Schenk Gräfin von (1913–2006), deutsche Ehefrau des Claus Schenk Graf von Stauffenberg
- Stauffenberg, Wolfram von (1967–2024), deutscher Schauspieler, Hörspielsprecher und Boxer
- Stauffenpuhl, Johann Christoph Ludwig († 1690), sächsischer Beamter
- Stauffer, Albrecht (1860–1909), deutscher Historiker und Hochschullehrer
- Stauffer, Annemarie (* 1958), deutsche Kunsthistorikerin und Textilrestauratorin
- Stauffer, Bernhard (* 1938), Schweizer Geophysiker
- Stauffer, Brenda (* 1961), US-amerikanische Hockeyspielerin
- Stauffer, Dietrich (1943–2019), deutscher Physiker und Hochschullehrer
- Stauffer, Doris (1934–2017), Schweizer Künstlerin und Kunstvermittlerin
- Stauffer, Edmund (1924–2013), deutscher Geistlicher, Prälat und Domdekan in Regensburg
- Stauffer, Elsa (1905–2006), Schweizer Bildhauerin
- Stauffer, Ethelbert (1902–1979), deutscher protestantischer Theologe
- Stauffer, Fred (1892–1980), Schweizer Maler, Zeichner und Grafiker
- Stauffer, Hans-Ulrich (* 1951), Schweizer Jurist
- Stauffer, Heinrich (1863–1931), deutscher Gutsbesitzer und Politiker, MdR
- Stauffer, Isabelle (* 1973), Schweizer Literaturwissenschaftlerin und Hochschullehrerin
- Stauffer, Johann Anton (1805–1871), österreichischer Gitarrenbauer
- Stauffer, Johann Georg (1778–1853), österreichischer Gitarrenbauer
- Stauffer, Josef (1817–1894), österreichischer Architekt und Bauingenieur
- Stauffer, Lisa (1931–2009), Schweizer Künstlerin
- Stauffer, Martin (* 1975), Schweizer Leichtathlet
- Stauffer, Michael (* 1972), Schweizer SchriftstellerMichael Stauffer (* 1972)

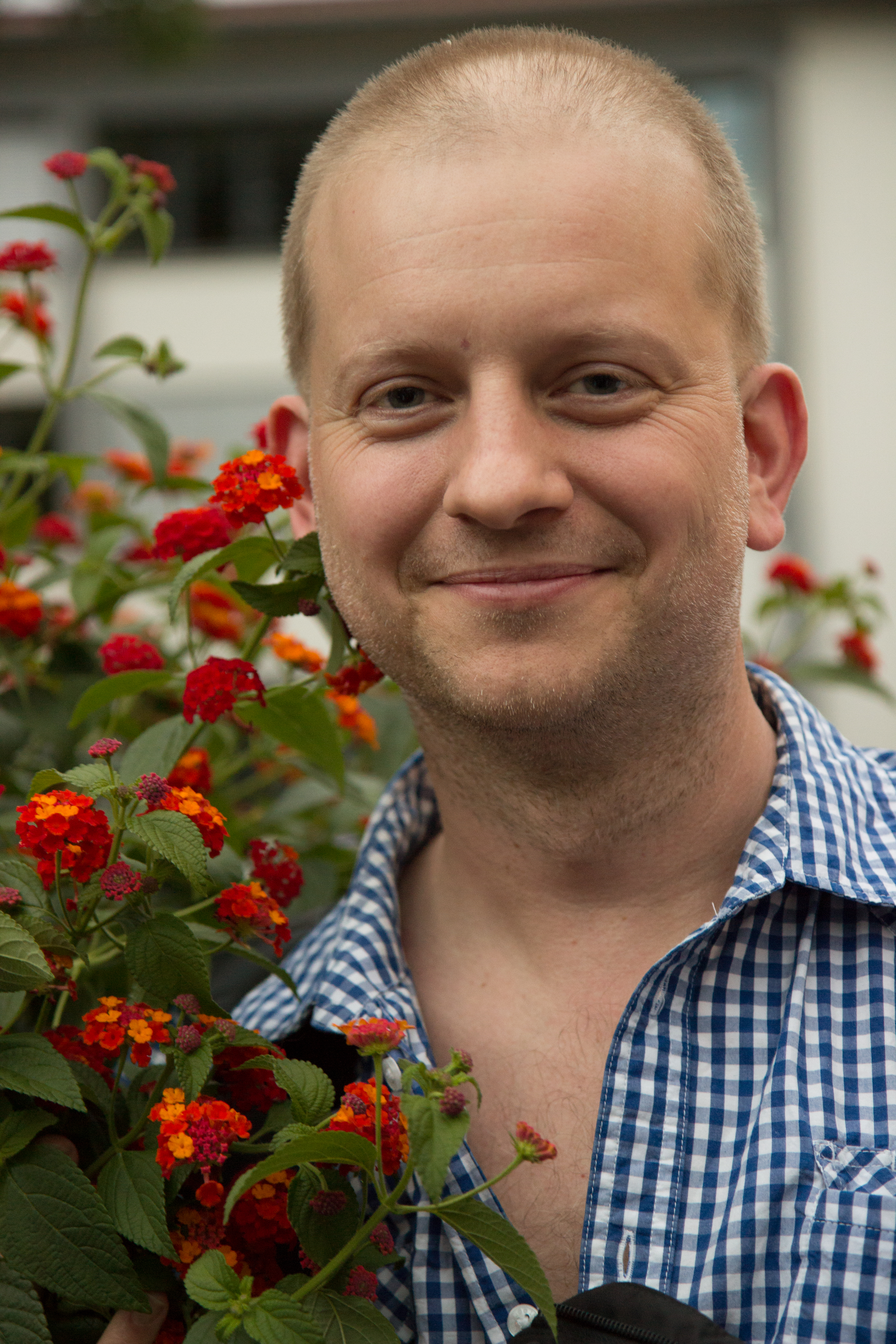
Michael Stauffer (* 1972)

- Stauffer, Paul (1930–2008), Schweizer Diplomat und Historiker
- Stauffer, Robert (* 1936), Schweizer Schriftsteller, Hörspielautor, Kulturjournalist und Übersetzer
- Stauffer, S. Walter (1888–1975), US-amerikanischer Politiker
- Stauffer, Serge (1929–1989), Schweizer Künstler
- Stauffer, Teddy (1909–1991), Schweizer Jazzmusiker und BandleaderTeddy Stauffer (1909–1991)

Teddy Stauffer (1909–1991)

- Stauffer, Veit F. (1959–2024), Schweizer Musikvermittler
- Stauffer, Verena (* 1978), österreichische Autorin
- Stauffer, Viktor (1852–1934), österreichischer Genre- und Portraitmaler
- Stauffer, Walter (1887–1974), Schweizer Unternehmer und Mäzen
- Stauffer-Bern, Karl (1857–1891), Schweizer Maler, Radierer und Bildhauer
- Staufner, Martin (* 1964), österreichischer Zeichner und Maler

### Staug
- Staugaitienė, Teodora (* 1945), litauische Juristin und Richterin am Verfassungsgericht
- Staugaitis, Antanas (1876–1954), litauischer Politiker
- Staugaitis, Jonas (1868–1952), vierter Präsident der Republik Litauen
- Staugaitis, Justinas (1866–1943), litauischer Geistlicher, Bischof von Telšiai und Politiker

### Staun
- Staun, Susanne (* 1957), dänische Krimiautorin
- Staune-Mittet, Johannes (* 2002), norwegischer Radrennfahrer
- Stauner, Gabriele (* 1948), deutsche Politikerin (CSU), MdEP
- Stauner, Gerda (* 1973), deutsche Schriftstellerin
- Stauning, Thorvald (1873–1942), dänischer sozialdemokratischer Politiker und Staatsmann
- Staunton, George Leonard (1737–1801), britischer Diplomat, Reisender und Arzt
- Staunton, George Thomas (1781–1859), britischer Reisender, Diplomat und Politiker, Mitglied des House of Commons
- Staunton, Howard (1810–1874), britischer Schachspieler, Schachjournalist und Shakespeare-Forscher
- Staunton, Imelda (* 1956), britische SchauspielerinImelda Staunton (* 1956)

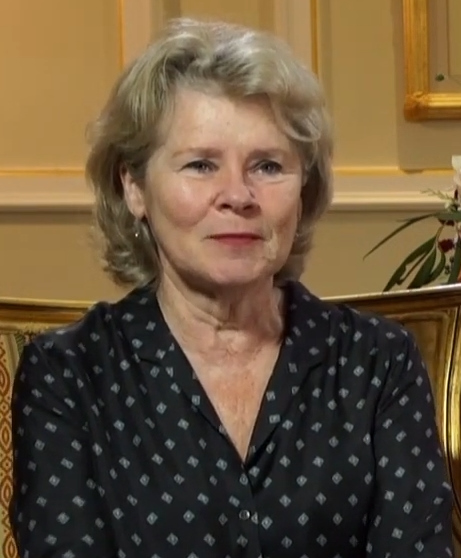
Imelda Staunton (* 1956)

- Staunton, Jim (1935–2023), britischer Chemiker (Organische Chemie, Biochemie)
- Staunton, Myles (1935–2011), irischer Politiker
- Staunton, Steve (* 1969), irischer Fußballspieler und -trainer

### Staup
- Staupe, Gisela (* 1954), deutsche Kuratorin und Ausstellungsmacherin
- Staupe, Jürgen (* 1951), deutscher Politiker, Staatssekretär in Sachsen
- Staupe, Reinhard (* 1968), deutscher Spieleautor
- Staupers, Mabel Keaton (1890–1989), US-amerikanische Krankenschwester
- Staupitz, Johann von († 1524), deutscher TheologeJohann von Staupitz († 1524)

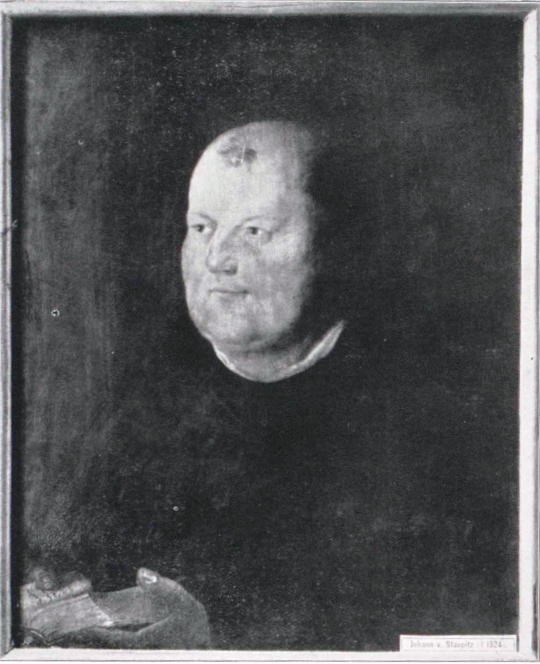
Johann von Staupitz († 1524)

- Staupitz, Magdalena von († 1548), deutsche Ordensschwester und Pädagogin

### Staur
- Staurakios († 800), leitender byzantinischer Staatsbeamter unter Kaiserin Irene
- Staurakios († 812), byzantinischer Kaiser (811)
- Staurakios, byzantinischer Mitkaiser

### Staus
- Staus, Anton (1872–1955), deutscher Maschinenbauer und Astronom
- Stausberg, Hildegard (* 1948), deutsche Journalistin und Hochschullehrerin
- Stausberg, Michael (* 1966), deutscher Religionswissenschaftler
- Stauskas, Nik (* 1993), kanadischer Basketballspieler
- Stauske, Johannes (1937–2002), deutscher Politiker (CDU), MdL
- Stauss, Ann (* 1981), färöische Fußballspielerin
- Stauss, Bernd (* 1947), deutscher Ökonom, Professor für Allgemeine Betriebswirtschaftslehre und Dienstleistungsmanagement
- Stauß, Eberhard (1940–1998), deutscher Architekt und Designer
- Stauß, Emil Georg von (1877–1942), deutscher Bankier und Politiker (DVP), MdR
- Stauss, Erwin (1917–1985), deutscher Sozialfunktionär
- Stauss, Frank (* 1965), deutscher Werber, Politikberater und Autor
- Stauss, Helmut (1948–2020), deutscher Schauspieler, Theaterregisseur, Karikaturist und Autor
- Stauß, Katharina (* 1988), deutsche Volleyballspielerin
- Stauss, Konrad (1943–2016), deutscher Facharzt für Psychotherapeutische Medizin
- Stauß, Mia Anna (* 2002), deutsche Volleyballspielerin
- Stauß, René (* 1987), deutscher Leichtathlet
- Stauss, Traugott (1898–1952), Schweizer Grafiker, Innenarchitekt, Möbeldesigner und Bühnenbildner

### Staut
- Staut, Kevin (* 1980), französischer Springreiter
- Stauth, Arnim (* 1957), deutscher Fernsehjournalist
- Stauth, Georg (* 1942), deutscher Islamwissenschaftler, Soziologe und Hochschullehrer
- Stautmeister, Hansjürgen (1934–2006), deutscher Musikerzieher, Landesposaunenwart in Mecklenburg-Vorpommern
- Stautner, Ernie (1925–2006), deutsch-amerikanischer Footballspieler
- Stautz, Antonia (* 1993), deutsche Volleyball- und BeachvolleyballspielerinAntonia Stautz (* 1993)

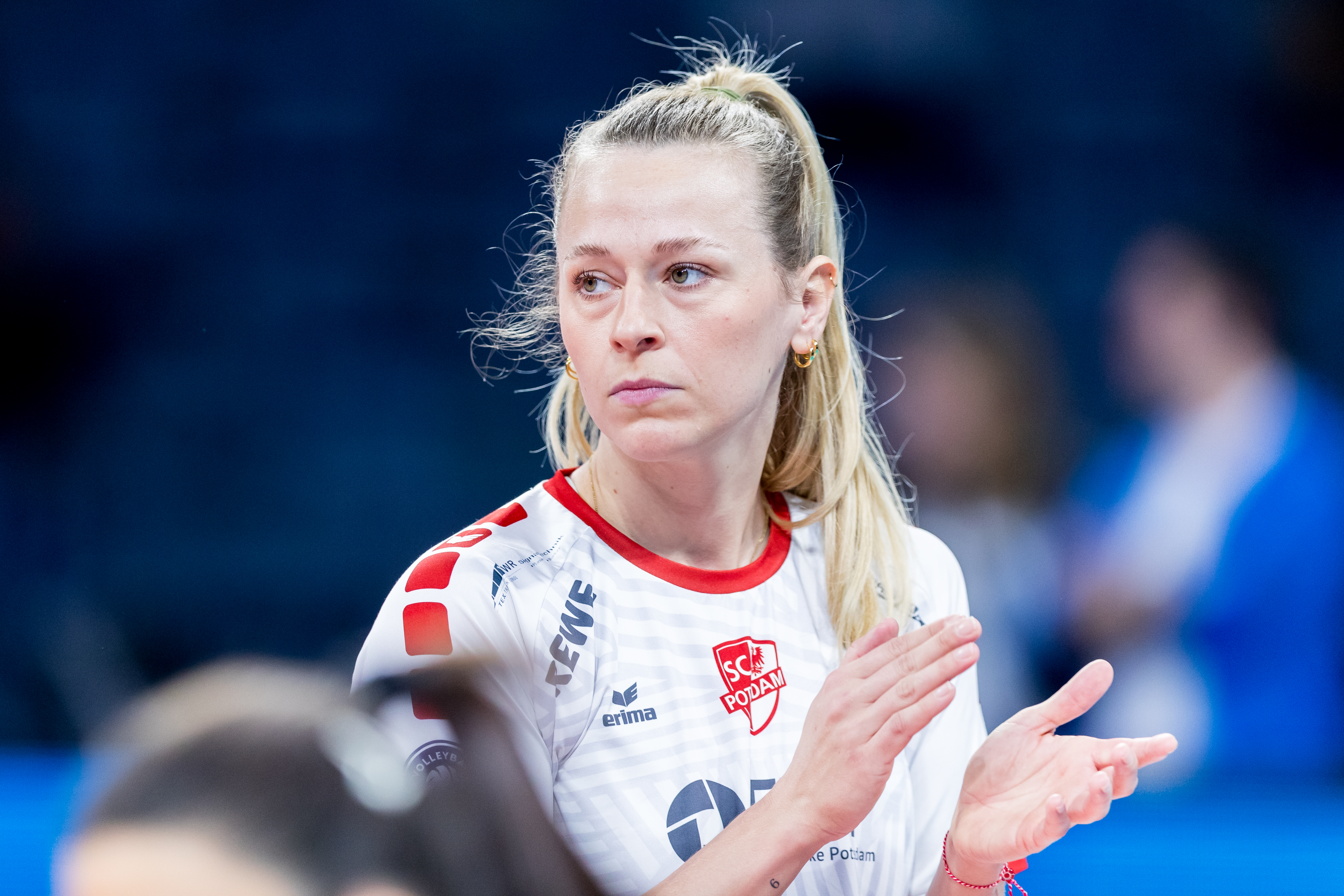
Antonia Stautz (* 1993)

### Stauv
- Stauvermann, Heinz (* 1943), deutscher Fußballspieler
- Stauvermann, Jörg (* 1971), deutscher Gestalter, Kommunikationsdesigner, Ausstellungsgestalter, Kurator und Herausgeber
- Štauvers, Arnolds (1908–1984), lettischer Fußballspieler